# آرنو سربه
آرنو سربه (به آلمانی: Arno Zerbe) بازیکن فوتبال و مهاجم اهل آلمان شرقی بود که از سال ۱۹۶۱ میلادی عضو تیم ملی فوتبال آلمان شرقی بوده‌است. وی در ۱ بازی ملی حضور داشته و در بازی‌های ملی‌اش گلی به ثمر نرساند. آرنو سربه آخرین بازی ملی خود را در سال ۱۹۶۱ میلادی انجام داد.